# Гвинджия, Максим Харитонович
Макси́м Харито́нович Гви́нджия (род. 13 марта 1976, Сухуми) — абхазский государственный деятель, с 26 февраля 2010 по 11 октября 2011 год — министр иностранных дел Республики Абхазия.

## Биография
Родился 13 марта 1976 года в городе Сухуми.
В 1990-х годах учился на Украине. В 1998 году окончил Горловский государственный педагогический институт иностранных языков.
С 1999 года работает в аппарате Министерства Иностранных Дел (МИД) Абхазии. С 1999 по 2002 год работал в отделе переводов МИД.
С 2001 по 2002 год являлся членом «Абхазского Комитета по Запрещению Мин», действующего в рамках «Международной Компании по Запрещению Мин» (ICBL). В 2001 году проходил обучение в области ведения переговоров Гарвардской Школы Права.
С 2002 по 2004 год — начальник международного отдела МИД.
С марта 2004 года по февраль 2010 года — заместитель министра иностранных дел Абхазии. В 2004 году проходил обучение в области защиты прав человека в Институте Южного Уэльса.
C 2005 года — представитель непризнанной республики Абхазия в Организации наций и народов, не имеющих представительства (UNPO), действующей при Организации Объединённых Наций (ООН), член президентского совета Организации Непредставленных Народов.
С 26 февраля 2010 по 11 октября 2011 год — министр иностранных дел Республики Абхазия.
Автор нескольких исследований в области малых вооружений и мин, участник международных конференций и семинаров на тему безопасности и борьбы с распространением малого оружия. Женат. Имеет троих сыновей.